# كلوتير الرابع
قلطير الرابع أو كلوتير (Chlotar, Clothar, Clotaire, Chlotochar, or Hlothar or Chlothar IV ) توفي 719 ، ملك أوستراسيا 717 - 718.م ، نصبه شرل مارتل Chales Martel (المطرقة)، الذي كان بالاسم ناظرًا للقصر (رئيس البلاط ) ودوق أستراسيا